# Rotonde de Graville
La rotonde de Graville est un édifice situé dans la ville du Havre, dans la Seine-Maritime dans la Normandie.

## Histoire
Construit en 1787, la rotonde est un château d'eau qui récupère les eaux de source captés sur Graville. Il sert d'abri souterrain pendant la 2e guerre mondiale en 1944.
Cet ancien château d'eau est inscrit au titre des monuments historiques par arrêté du 20 avril 2016. 